# La Loma, Uruapan
La Loma är en ort i Mexiko.   Den ligger i kommunen Uruapan och delstaten Michoacán de Ocampo, i den södra delen av landet, 300 km väster om huvudstaden Mexico City. La Loma ligger 1 550 meter över havet och antalet invånare är 242.
Terrängen runt La Loma är huvudsakligen kuperad, men åt nordost är den platt. Runt La Loma är det tätbefolkat, med 286 invånare per kvadratkilometer. Närmaste större samhälle är Uruapan, 5,6 km norr om La Loma. I omgivningarna runt La Loma växer huvudsakligen savannskog.